# Subaru Pleo
La Subaru Pleo è una keicar prodotta dalla Subaru.

## Prima generazione (1998-2009)
La vendita della prima generazione della Subaru Pleo è cominciata in Giappone nel 1998, come sostituta della ormai obsoleta Subaru Vivio, per soddisfare la nuova normativa del governo giapponese riguardo alle keicar. La produzione terminò nel 2009. In Europa e in America è del tutto inedita.

### Versioni
- Nesta, la versione lussuosa
- LS, la versione sportiva
- Le, la versione "base"
- Nicot, la versione in stile rétro
- RS, la versione 4x4

## Seconda generazione (2009-)
La produzione della seconda serie è cominciata nel 2009, ma non era più prodotta dalla Subaru, bensì dalla Daihatsu. 
La Subaru Pleo è, infatti, un re-badge della Daihatsu Mira. A causa delle forti influenze della Toyota, la Subaru non produce più keicar dal 2010. Nonostante ciò, la Toyota ha accordato con Daihatsu di produrre anche la Toyota Pixis Epoch, che è un altro re-badge della Mira.

## Galleria d'immagini

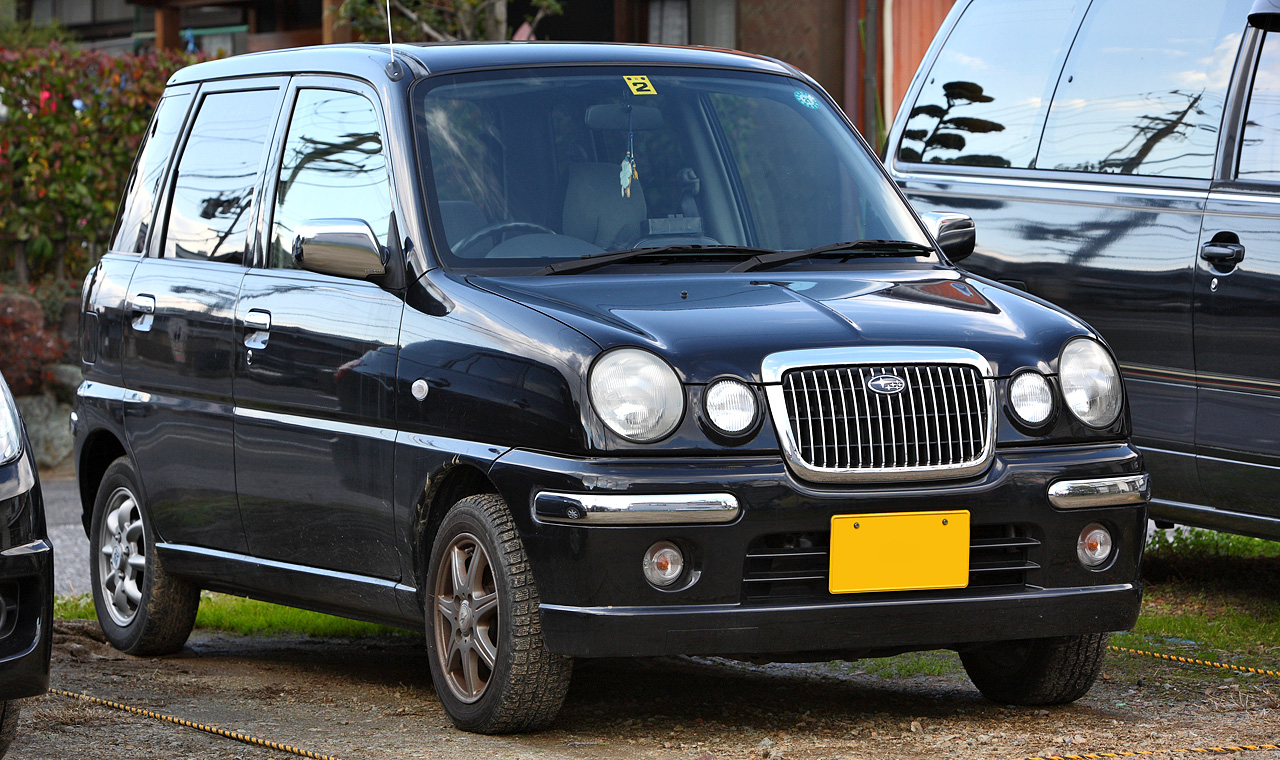
La Subaru Pleo Nesta (prima serie)
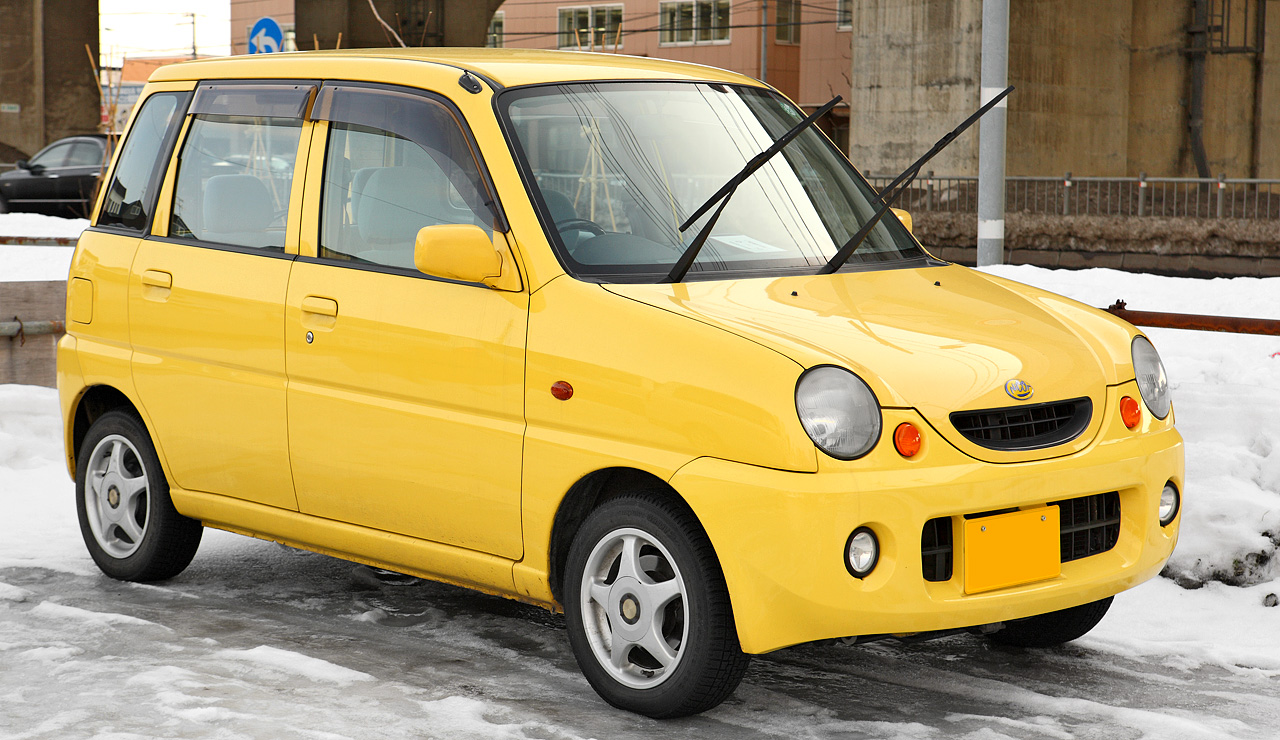
La versione Nicot (prima serie)
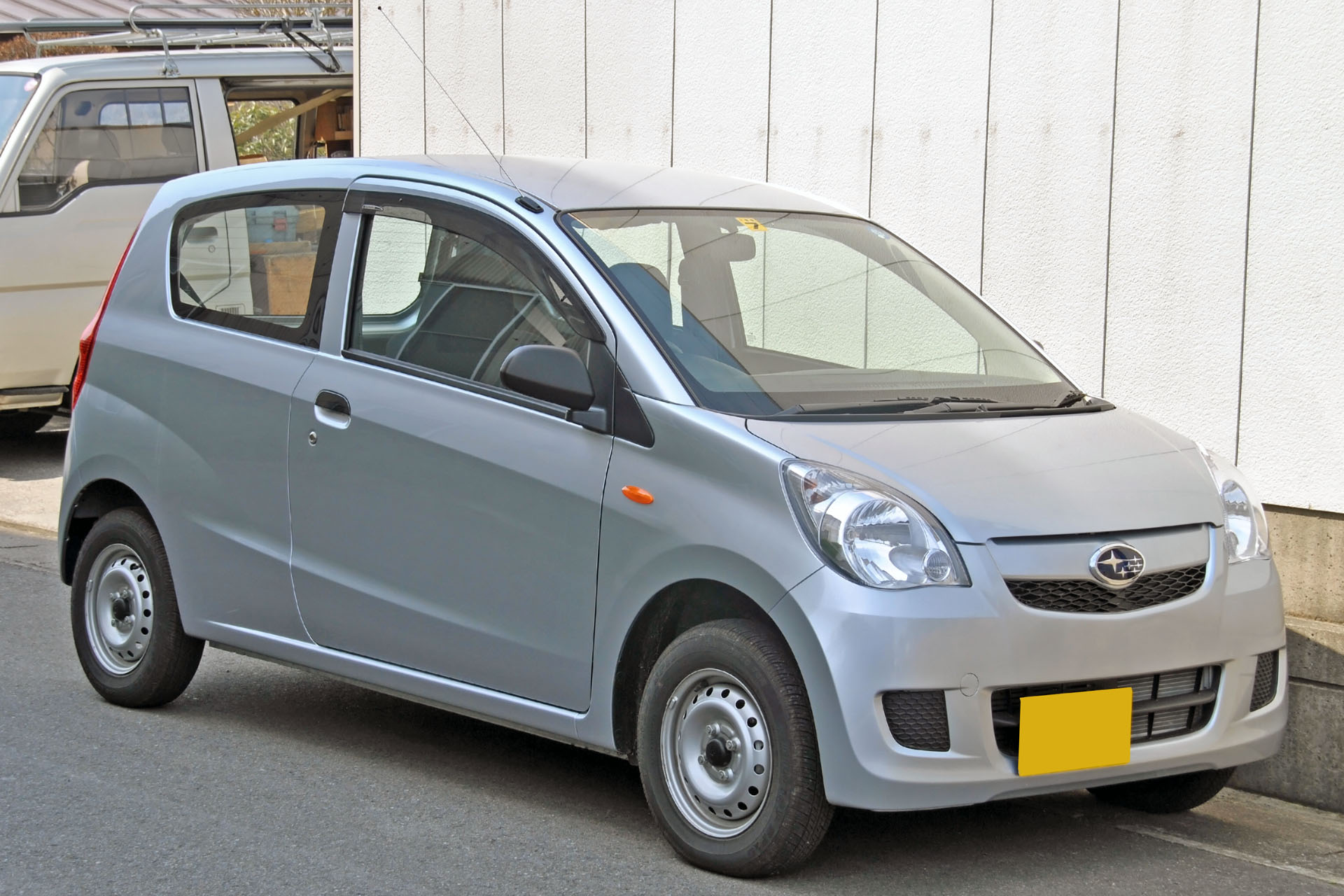
La seconda serie
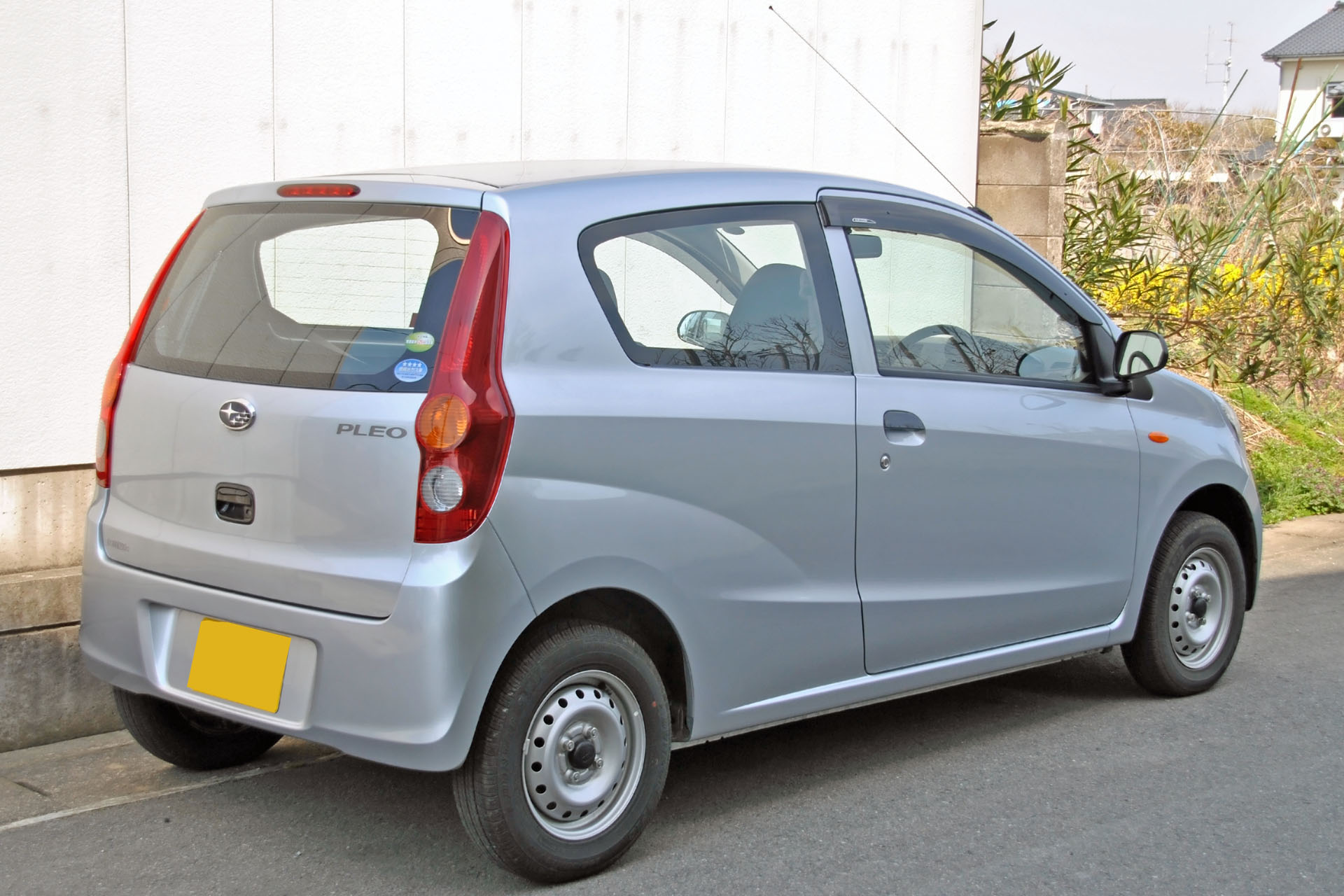
La seconda serie (vista posteriore)
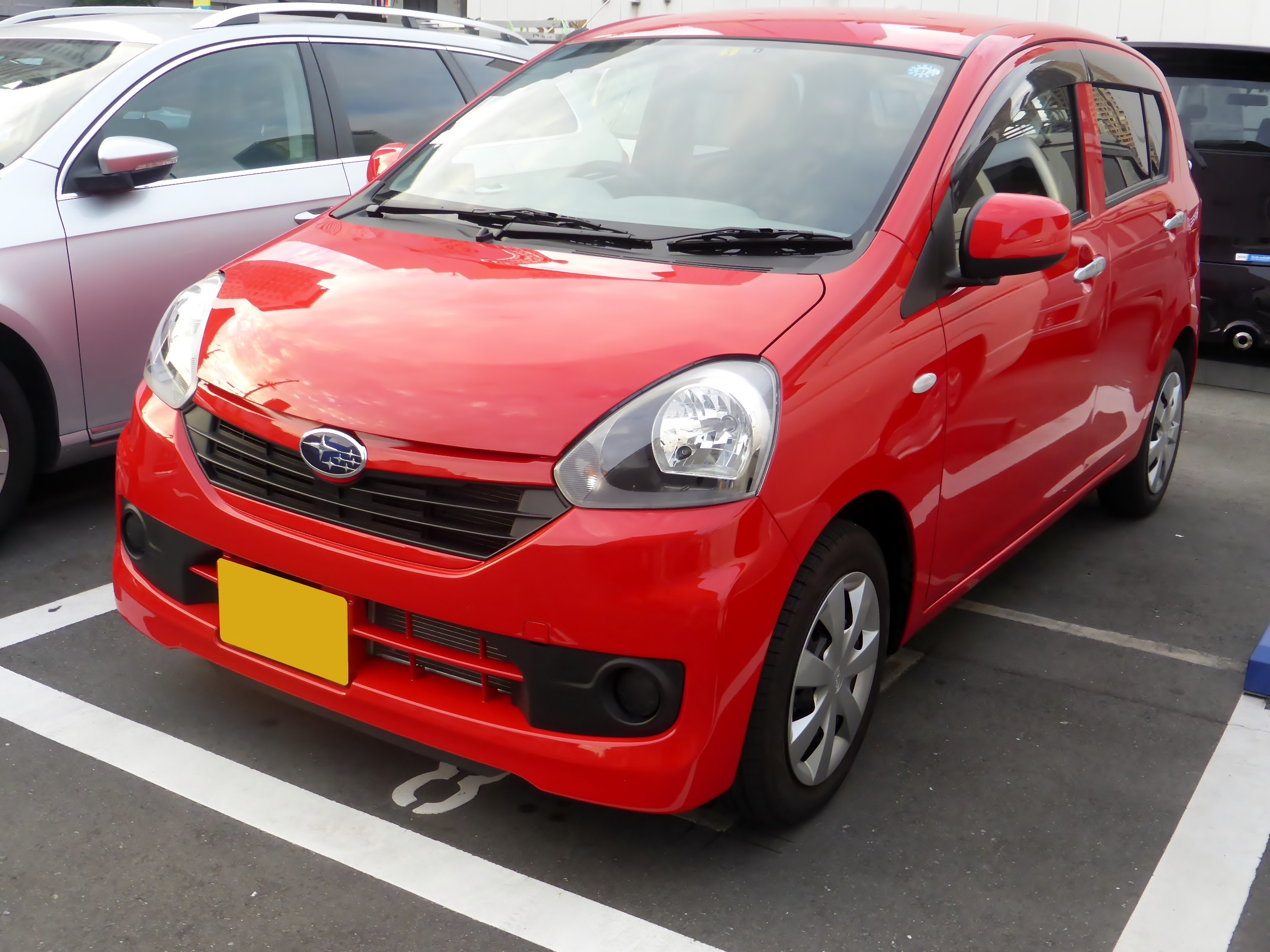
La versione Plus
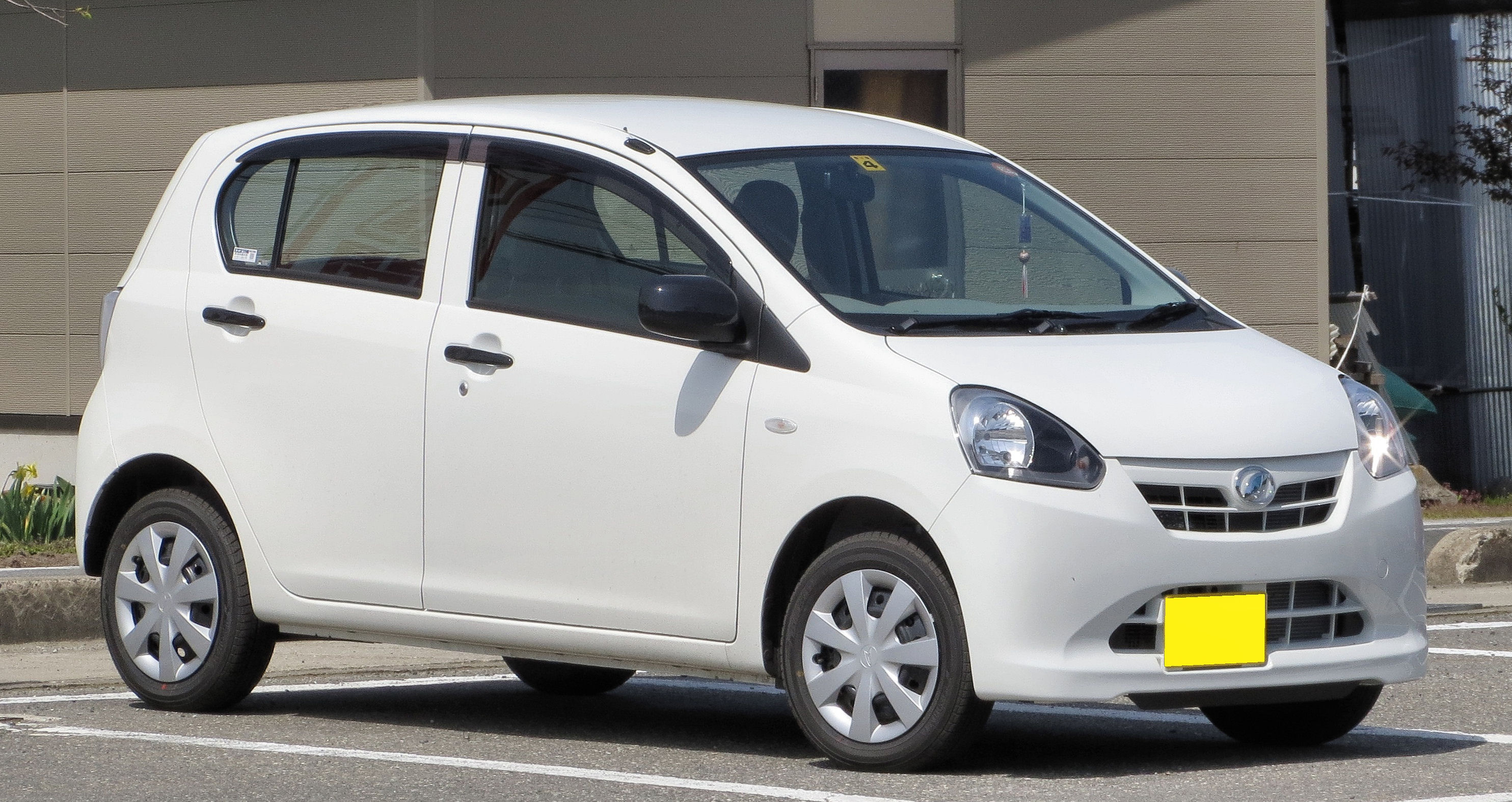
La Daihatsu Mira
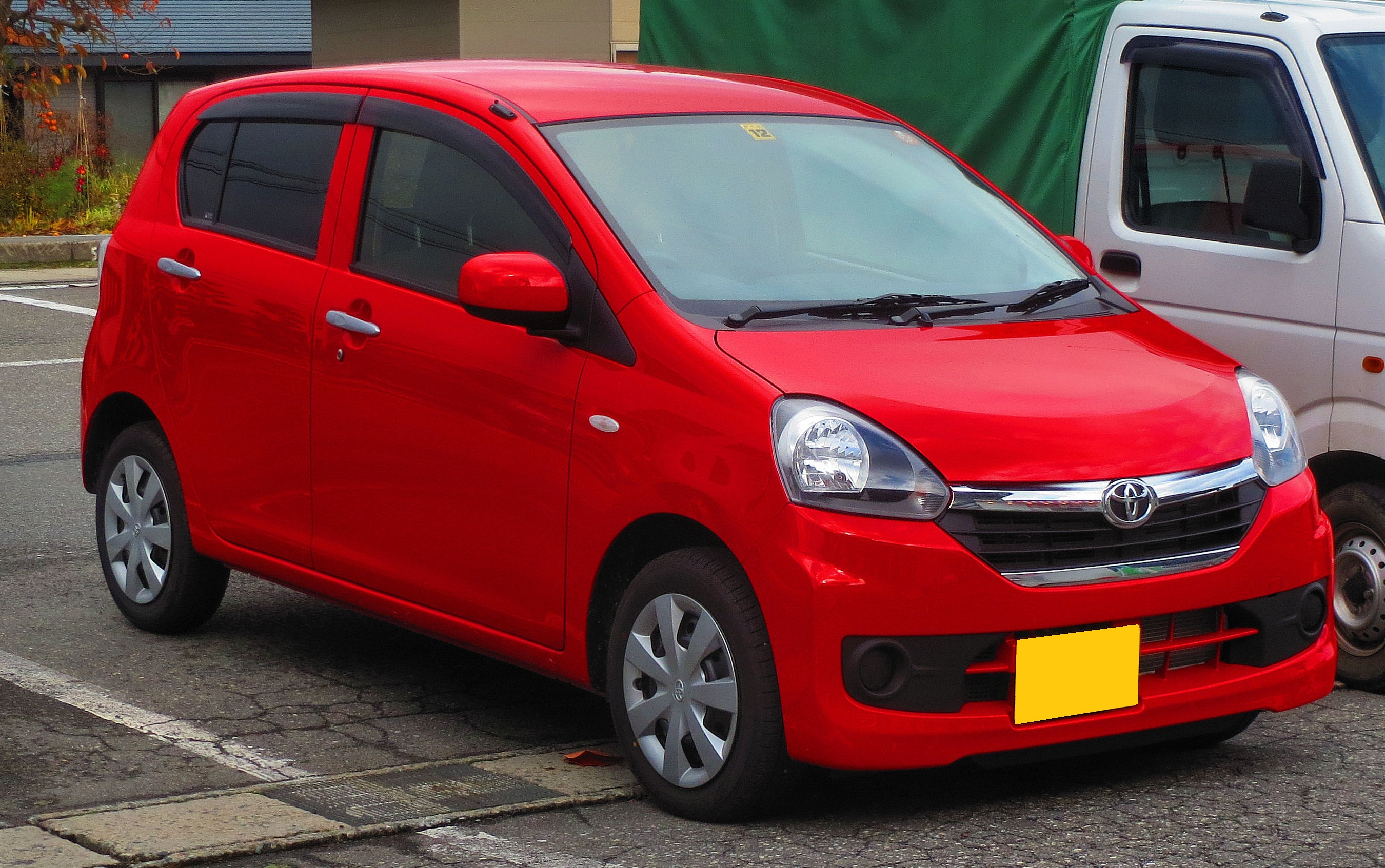
La Toyota Pixis Epoch